# (6288) 1984 ER1
(6288) 1984 ER1 (1984 ER1, 1982 VC11, 1987 SS11) — астероїд головного поясу, відкритий 2 березня 1984 року.
Тіссеранів параметр щодо Юпітера — 3,170.